# Afidikolin
Afidikolin je tetracyklický diterpen vyskytující se v houbě Cephalosporum aphidicola, mající antivirové a antimitotické vlastnosti. Vyvolává vratnou inhibici replikace eukaryotní jaderné DNA, čímž zastavuje buněčný cyklus v rané S fázi. Tyto účinky jsou způsobené inhibicí DNA polymeráz alfa a delta, působí v eukaryotních buňkách a některých virech (vaccinia a herpesvirech) a spouští apoptózu u buněk HeLa. Přírodní afidikolin je sekundárním metabolitem hub Nigrospora oryzae.